# Savage (Band)
Savage wurde 1978 in Mansfield, England gegründet. Sie zählt zu den bekannteren Vertretern der New Wave of British Heavy Metal.

## Geschichte
Chris Bradley (E-Bass und Gesang), die Gitarristen Wayne Renshaw und Andy Dawson sowie Schlagzeuger Dave Lindley bildeten die erste feste Besetzung. 1982 führte die Single „Ain‘t No Fit Place“ zum Vertrag für das Debütalbum „Loose‘n‘Lethal“ mit Ebony Records. Die LP „einer der größten Heavy-Metal-Hoffnungen Englands“ (Dave Constable) verkaufte in kurzer Zeit über 25.000 Exemplare. Der billig produzierte, extrem rohe Sound war bedeutsam für die Entwicklung des Speed- und Thrash Metal. Metallica coverten zu Beginn ihrer Karriere den Savage-Song „Let It Loose“. 
1984 schloss man einen Vertrag mit dem Label Zebra Records, unter dem die EP „We Got the Edge“ und das zweite Album „Hyperactive“ erschienen. Mangels Erfolg dieser LP lösten sich Savage 1986 auf. Ihre Mitglieder blieben unter anderem bei Rebel, XL und in einer Thin-Lizzy-Coverband aktiv.
Mitte der 90er Jahre startete das Label Neat Metal einen gezielten Versuch, die New Wave of British Heavy Metal wieder in Schwung zu bringen, in dem man CDs von Blitzkrieg, Holocaust oder den Nordiren Sweet Savage auf den Markt brachte. Auch Savage bekamen von diesem Label eine zweite Chance und nutzten sie. Das dritte Album „Holy Wars“ führte 1996 zum ersten Auftritt in Deutschland auf dem ersten Bang-Your-Head-Festival mit Blind Guardian. Es folgten einige geschäftige Jahre für Chris Bradley und Andy Dawson von der Urbesetzung sowie erst Dave Lindley, später Richard Kirk am Schlagzeug. Andy Wilson half vor allem für Liveauftritte als zweiter Gitarrist, die Band zu komplettieren.
Das vierte Album „Babylon“, das erstmals von einem Videoclip begleitet wurde, zeigte die Band von ihrer melancholischeren Seite, und deutlicher als je zuvor traten Thin Lizzy als wichtigster musikalischer Einfluss hervor. 2000 spielten Savage live auf dem Wacken Open Air. Nach dem stilistischen Bruch mit dem bewusst moderner klingenden fünften Album „Xtreme Machine“ „jenseits der Toleranzgrenze vieler Metaller“ wurde es still um die Band, die sich jedoch bis heute nicht offiziell aufgelöst hat und ein sechstes Album plant. 

## Diskografie

### Studioalben
- 1983: Loose ’n’ Lethal
- 1985: Hyperactive
- 1995: Holy Wars
- 1997: Babylon
- 2000: Xtreme Machine
- 2011: Sons of Malice
- 2015: 7

### Livealben
- 2010: Live Aardshock 1984

### Kompilationen
- 2002: This Ain’t No Fit Place – The Best of Savage
- 2020: 1979–1982

### Singles
- 1982: Ain’t No Fit Place
- 1984: We Got the Edge